# Big Brother Brasil 5
Big Brother Brasil 5 foi a quinta temporada do reality show Big Brother Brasil, exibida pela TV Globo de 10 de janeiro a 29 de março de 2005, com 79 dias de confinamento. Foi apresentada por Pedro Bial e dirigida por José Bonifácio Brasil de Oliveira, o Boninho.
A edição terminou com a vitória do professor Jean Wyllys, que recebeu 55% dos votos. O prêmio foi de um milhão de reais sem o desconto de impostos, e um carro Fiat Doblò Adventure Estrada Real. Foi a edição com maior audiência registrada, com média de 47 pontos.
Foi reapresentada pelo Viva de 9 de outubro a 26 de dezembro de 2023. A temporada voltou a ser exibida de segunda a domingo, sendo também a primeira a ser exibida na faixa matinal do canal, o que gerou críticas do público por não ter nenhum tipo de divulgação, diferente das edições anteriores, e pelo horário, já que os episódios iam ao ar às 7 horas.

## Geral
A edição contou novamente com o sorteio de dois participantes, assim como a edição anterior, porém desta vez os candidatos se inscreviam para o sorteio através de um número de telefone, enquanto na edição anterior os sorteados se inscreviam através de uma revista. Os sorteados foram Marcos e Marielza, que posteriormente foi substituída, também via sorteio, por Aline devido a um acidente vascular cerebral sofrido dentro da casa.
Algumas modificações foram feitas no programa. Como em todas as temporadas, a casa sofreu alterações.
Os quartos ganharam os temas de "Quarto Zen" e "Quarto Tropical". Além das habituais mudanças na casa, houve a criação de uma moeda corrente no programa, as estalecas (que viria a ser usada nas próximas edições). Através de provas, os participantes acumulavam o dinheiro, que seria usado ao longo da semana em compras de mantimentos e outros itens além dos oferecidos pela produção.
Foi o BBB de maior audiência e sucesso de repercussão até hoje.

## Audiência
A estreia, no dia 10 de janeiro de 2005, registrou média de 47 pontos de audiência, sendo uma das maiores médias da história do programa. Bateu seu próprio recorde no dia 17 de janeiro, quando marcou 49 pontos e no dia seguinte alcançou 52 pontos. Chegou aos 53 pontos em 14 de fevereiro e na semana seguinte, numa terça-feira de eliminação (22/02), explodiu marcando 54 pontos. Em 22 de março, exatamente um mês depois de marcar a maior audiência da temporada até então, o programa conseguiu ultrapassar suas próprias médias quando bateu na marca dos 55 pontos, uma média astronômica, consolidando de uma vez por todas a edição como a de maior sucesso de todos os tempos. Na final, exibida no dia 29 de março, o BBB5 detonou a concorrência e monopolizou o ibope daquele dia: 57 pontos, sendo essa a segunda maior audiência de um episódio final do programa, perdendo apenas para os 59 pontos da primeira edição. Para se ter uma ideia, o último episódio da temporada conseguiu o feito de elevar a audiência da Globo em 14 pontos da novela das 20h da época, que é nacionalmente conhecida como o carro-chefe da emissora e mesmo assim registrou médias abaixo do reality show.

## O Jogo
A temporada, de grande repercussão, foi marcada pelo jogo explícito entre os participantes. Houve a formação de dois grupos na casa, batizados pela produção do programa de "Os Inacreditáveis" e "Os Defensores". Do primeiro grupo, fizeram parte Rogério, Alan, Giulliano, Paulo André, Aline, Natália, Tatiana e Karla, enquanto o outro grupo foi composto por Jean, Grazielli, Tatiane Pink e Sammy.
Nesta edição, foi registrado o maior índice de rejeição na história do Big Brother Brasil, que permaneceu até ser superado no Big Brother Brasil 21. Aline da Silva, que entrou para substituir Marielza, foi eliminada com 95%, contra 5% de Grazielli Massafera no oitavo Paredão.

## Participantes

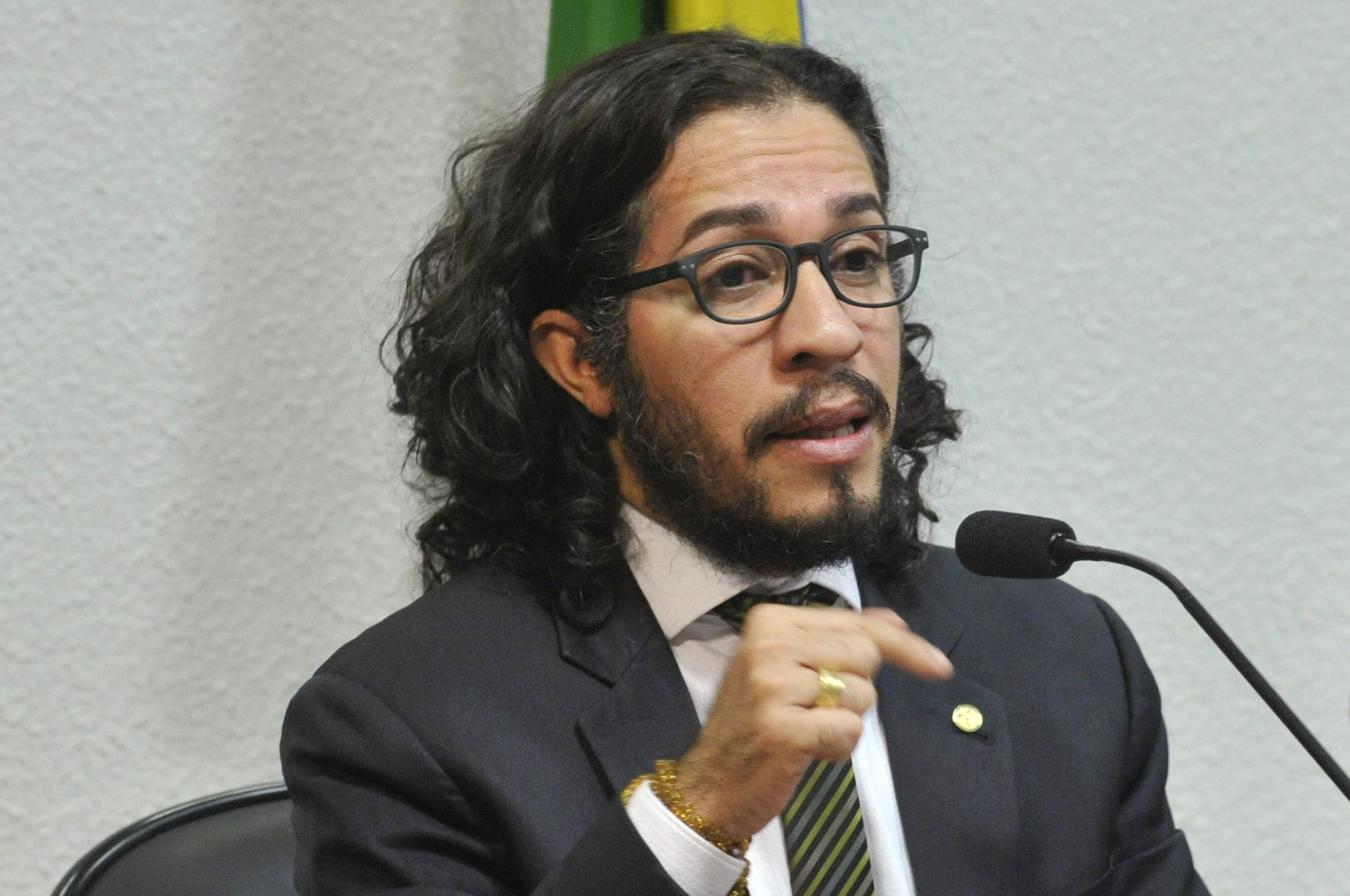
Jean Wyllys, vencedor da temporada

- As informações referentes a idade e profissão dos participantes estão de acordo com o momento em que ingressaram no programa.

| Participante                                          | Idade | Ocupação                 | Origem                          | Resultado                               | Ref.   |
| ----------------------------------------------------- | ----- | ------------------------ | ------------------------------- | --------------------------------------- | ------ |
| Jean Wyllys de Matos Santos                           | 30    | Professor universitário  | Alagoinhas, Bahia               | Vencedor em 29 de março de 2005         | [ 10 ] |
| Grazielli Massafera                                   | 22    | Modelo                   | Jacarezinho, Paraná             | 2º lugar em 29 de março de 2005         | [ 11 ] |
| Sammy Yukio Ueda                                      | 26    | Comerciante              | Indaiatuba, São Paulo           | 3º lugar em 29 de março de 2005         | [ 12 ] |
| Alan Henrique Passos dos Santos                       | 26    | Engenheiro mecânico      | Belo Horizonte, Minas Gerais    | 11º eliminado em 27 de março de 2005    | [ 13 ] |
| Tatiane Franklin do Nascimento Barbosa (Tatiane Pink) | 24    | Cabeleireira             | Recife, Pernambuco              | 10ª eliminada em 22 de março de 2005    | [ 14 ] |
| Karla Patrícia Pereira Barbosa                        | 21    | Dançarina                | Paulista, Pernambuco            | 9ª eliminada em 15 de março de 2005     | [ 15 ] |
| Aline Cristina Tertuliano da Silva                    | 19    | Estudante                | Rio de Janeiro, Rio de Janeiro  | 8ª eliminada em 8 de março de 2005      | [ 16 ] |
| Tatiana Machado Souza                                 | 27    | Promotora de eventos     | Rio de Janeiro, Rio de Janeiro  | 7ª eliminada em 1º de março de 2005     | [ 17 ] |
| Natália Nara de Oliveira Ramos                        | 21    | Modelo e VJ              | Fortaleza, Ceará                | 6ª eliminada em 22 de fevereiro de 2005 | [ 18 ] |
| Paulo André Mázio Costa                               | 23    | Consultor de informática | Guarulhos, São Paulo            | 5º eliminado em 15 de fevereiro de 2005 | [ 19 ] |
| Rogério Mata Padovan                                  | 27    | Médico                   | Ribeirão Preto, São Paulo       | 4º eliminado em 8 de fevereiro de 2005  | [ 20 ] |
| Giulliano Ciarelli                                    | 26    | Futebolista              | Campinas, São Paulo             | 3º eliminado em 1º de fevereiro de 2005 | [ 21 ] |
| Antônio Marcos Maçaneiro                              | 25    | Padeiro                  | Palhoça, Santa Catarina         | 2º eliminado em 25 de janeiro de 2005   | [ 22 ] |
| Marielza de Souza Dantas Santos                       | 46    | Dona de casa             | Duque de Caxias, Rio de Janeiro | Retirada em 22 de janeiro de 2005       | [ 5 ]  |
| Juliana Souza Brandão                                 | 18    | Estudante                | João Monlevade, Minas Gerais    | 1ª eliminada em 18 de janeiro de 2005   | [ 23 ] |

## Histórico
|                  | Sem 1                        | Sem 2                    | Sem 3                          | Sem 4                     | Sem 5                         | Sem 6                     | Sem 7                     | Sem 8                      | Sem 9                   | Sem 10                         | Sem 11                 | Sem 11                    | Votos recebidos |
| Dia 76           | Sem 1                        | Sem 2                    | Sem 3                          | Sem 4                     | Sem 5                         | Sem 6                     | Sem 7                     | Sem 8                      | Sem 9                   | Sem 10                         | Final                  |                           | Votos recebidos |
| ---------------- | ---------------------------- | ------------------------ | ------------------------------ | ------------------------- | ----------------------------- | ------------------------- | ------------------------- | -------------------------- | ----------------------- | ------------------------------ | ---------------------- | ------------------------- | --------------- |
| Líder            | Natália                      | Sammy                    | Grazielli                      | Jean                      | Tatiane Pink                  | Tatiana                   | Grazielli                 | Karla                      | Grazielli               | Alan                           | Sammy                  | (nenhum)                  |                 |
| Anjo             | (nenhum)                     | Marcos                   | Paulo André                    | Alan                      | Alan                          | Natália                   | Aline                     | Sammy                      | Karla                   | Sammy                          | (nenhum)               | (nenhum)                  |                 |
| Imunizado        | (nenhum)                     | Giulliano                | Rogério                        | Paulo André               | Natália                       | Aline                     | Alan                      | Tatiane Pink               | Jean                    | Sammy                          | (nenhum)               | (nenhum)                  |                 |
| Indicado (Líder) | Juliana                      | Marcos                   | Giulliano                      | Rogério                   | Paulo André                   | Jean                      | Tatiana                   | Grazielli                  | Karla                   | Tatiane Pink                   | Alan                   | (nenhum)                  |                 |
| Indicado (Casa)  | Jean                         | Jean                     | Tatiane Pink                   | Sammy                     | Aline                         | Natália                   | Aline                     | Aline                      | Alan                    | Jean                           | Jean                   | (nenhum)                  |                 |
|                  |                              |                          |                                |                           |                               |                           |                           |                            |                         |                                |                        |                           |                 |
| Jean             | Rogério                      | Paulo André              | Paulo André                    | Líder                     | Alan                          | Natália                   | Aline                     | Aline                      | Alan                    | Grazielli                      | Não elegível           | Vencedor (Dia 79)         | 20              |
| Grazielli        | Marcos                       | Rogério                  | Líder                          | Karla                     | Aline                         | Natália                   | Líder                     | Aline                      | Líder                   | Jean                           | Não elegível           | 2º lugar (Dia 79)         | 11              |
| Sammy            | Alan                         | Líder                    | Aline                          | Aline                     | Aline                         | Natália                   | Aline                     | Aline                      | Alan                    | Grazielli                      | Líder                  | 3º lugar (Dia 79)         | 8               |
| Alan             | Jean                         | Jean                     | Tatiane Pink                   | Sammy                     | Aline                         | Sammy                     | Karla                     | Sammy                      | Tatiane Pink            | Jean                           | Jean                   | Eliminado (Dia 77)        | 8               |
| Tatiane Pink     | Giulliano                    | Rogério                  | Alan                           | Alan                      | Líder                         | Natália                   | Aline                     | Aline                      | Alan                    | Jean                           | Eliminada (Dia 72)     | Eliminada (Dia 72)        | 13              |
| Karla            | Grazielli                    | Grazielli                | Tatiane Pink                   | Grazielli                 | Grazielli                     | Tatiane Pink              | Jean                      | Líder                      | Tatiane Pink            | Eliminada (Dia 65)             | Eliminada (Dia 65)     | Eliminada (Dia 65)        | 3               |
| Aline            | Ausente                      | Ausente                  | Sammy                          | Sammy                     | Sammy                         | Tatiane Pink              | Jean                      | Jean                       | Eliminada (Dia 58)      | Eliminada (Dia 58)             | Eliminada (Dia 58)     | Eliminada (Dia 58)        | 13              |
| Tatiana          | Jean                         | Jean                     | Tatiane Pink                   | Grazielli                 | Grazielli                     | Líder                     | Tatiane Pink              | Eliminada (Dia 51)         | Eliminada (Dia 51)      | Eliminada (Dia 51)             | Eliminada (Dia 51)     | Eliminada (Dia 51)        | 2               |
| Natália          | Líder                        | Grazielli                | Aline                          | Sammy                     | Tatiana                       | Tatiane Pink              | Eliminada (Dia 44)        | Eliminada (Dia 44)         | Eliminada (Dia 44)      | Eliminada (Dia 44)             | Eliminada (Dia 44)     | Eliminada (Dia 44)        | 4               |
| Paulo André      | Jean                         | Jean                     | Tatiane Pink                   | Grazielli                 | Jean                          | Eliminado (Dia 37)        | Eliminado (Dia 37)        | Eliminado (Dia 37)         | Eliminado (Dia 37)      | Eliminado (Dia 37)             | Eliminado (Dia 37)     | Eliminado (Dia 37)        | 5               |
| Rogério          | Jean                         | Jean                     | Tatiane Pink                   | Sammy                     | Eliminado (Dia 30)            | Eliminado (Dia 30)        | Eliminado (Dia 30)        | Eliminado (Dia 30)         | Eliminado (Dia 30)      | Eliminado (Dia 30)             | Eliminado (Dia 30)     | Eliminado (Dia 30)        | 4               |
| Giulliano        | Jean                         | Jean                     | Tatiane Pink                   | Eliminado (Dia 23)        | Eliminado (Dia 23)            | Eliminado (Dia 23)        | Eliminado (Dia 23)        | Eliminado (Dia 23)         | Eliminado (Dia 23)      | Eliminado (Dia 23)             | Eliminado (Dia 23)     | Eliminado (Dia 23)        | 2               |
| Marcos           | Paulo André                  | Paulo André              | Eliminado (Dia 16)             | Eliminado (Dia 16)        | Eliminado (Dia 16)            | Eliminado (Dia 16)        | Eliminado (Dia 16)        | Eliminado (Dia 16)         | Eliminado (Dia 16)      | Eliminado (Dia 16)             | Eliminado (Dia 16)     | Eliminado (Dia 16)        | 3               |
| Marielza         | Marcos                       | Retirada (Dia 13)        | Retirada (Dia 13)              | Retirada (Dia 13)         | Retirada (Dia 13)             | Retirada (Dia 13)         | Retirada (Dia 13)         | Retirada (Dia 13)          | Retirada (Dia 13)       | Retirada (Dia 13)              | Retirada (Dia 13)      | Retirada (Dia 13)         | 0               |
| Juliana          | Jean                         | Eliminada (Dia 9)        | Eliminada (Dia 9)              | Eliminada (Dia 9)         | Eliminada (Dia 9)             | Eliminada (Dia 9)         | Eliminada (Dia 9)         | Eliminada (Dia 9)          | Eliminada (Dia 9)       | Eliminada (Dia 9)              | Eliminada (Dia 9)      | Eliminada (Dia 9)         | 1               |
|                  |                              |                          |                                |                           |                               |                           |                           |                            |                         |                                |                        |                           |                 |
| Notas            | 1                            | 2                        | (nenhuma)                      | (nenhuma)                 | (nenhuma)                     | (nenhuma)                 | (nenhuma)                 | 3                          | (nenhuma)               | 4, 5                           | 6                      | 7                         |                 |
| Paredão          | Jean Juliana                 | Jean Marcos              | Giulliano Tatiane Pink         | Rogério Sammy             | Aline Paulo André             | Jean Natália              | Aline Tatiana             | Aline Grazielli            | Alan Karla              | Jean Tatiane Pink              | Alan Jean              | Grazielli Jean Sammy      |                 |
| Retirado         | (nenhum)                     | Marielza                 | (nenhum)                       | (nenhum)                  | (nenhum)                      | (nenhum)                  | (nenhum)                  | (nenhum)                   | (nenhum)                | (nenhum)                       | (nenhum)               | (nenhum)                  |                 |
| Eliminado        | Juliana 50,49% para eliminar | Marcos 61% para eliminar | Giulliano 87% para eliminar    | Rogério 92% para eliminar | Paulo André 72% para eliminar | Natália 88% para eliminar | Tatiana 62% para eliminar | Aline 95% para eliminar    | Karla 76% para eliminar | Tatiane Pink 64% para eliminar | Alan 76% para eliminar | Sammy 5% para vencer      |                 |
| Eliminado        | Juliana 50,49% para eliminar | Marcos 61% para eliminar | Giulliano 87% para eliminar    | Rogério 92% para eliminar | Paulo André 72% para eliminar | Natália 88% para eliminar | Tatiana 62% para eliminar | Aline 95% para eliminar    | Karla 76% para eliminar | Tatiane Pink 64% para eliminar | Alan 76% para eliminar | Grazielli 40% para vencer |                 |
| Eliminado        | Juliana 50,49% para eliminar | Marcos 61% para eliminar | Giulliano 87% para eliminar    | Rogério 92% para eliminar | Paulo André 72% para eliminar | Natália 88% para eliminar | Tatiana 62% para eliminar | Aline 95% para eliminar    | Karla 76% para eliminar | Tatiane Pink 64% para eliminar | Alan 76% para eliminar | Jean 55% para vencer      |                 |
| Outras %         | Jean 49,51% para eliminar    | Jean 39% para eliminar   | Tatiane Pink 13% para eliminar | Sammy 8% para eliminar    | Aline 28% para eliminar       | Jean 12% para eliminar    | Aline 38% para eliminar   | Grazielli 5% para eliminar | Alan 24% para eliminar  | Jean 36% para eliminar         | Jean 24% para eliminar |                           |                 |

## Classificação geral
| Pos. | Participante         | Meio de indicação    | % dos votos | Eliminado em |
| ---- | -------------------- | -------------------- | ----------- | ------------ |
| 1    | Jean Wyllys          | Finalista            | 55%         | —            |
| 2    | Grazielli Massafera  | Finalista            | 40%         | —            |
| 3    | Sammy Ueda           | Finalista            | 5%          | —            |
| 4    | Alan Passos          | Líder (Sammy)        | 76%         | Semana 11    |
| 5    | Tatiane Pink Barbosa | Líder (Alan)         | 64%         | Semana 10    |
| 6    | Karla Barbosa        | Líder (Grazielli)    | 76%         | Semana 9     |
| 7    | Aline da Silva       | Casa (4 votos)       | 95%         | Semana 8     |
| 8    | Tatiana Machado      | Líder (Grazielli)    | 62%         | Semana 7     |
| 9    | Natália Nara         | Casa (4 votos)       | 88%         | Semana 6     |
| 10   | Paulo André Costa    | Líder (Tatiane Pink) | 72%         | Semana 5     |
| 11   | Rogério Padovan      | Líder (Jean)         | 92%         | Semana 4     |
| 12   | Giulliano Ciarelli   | Líder (Grazielli)    | 87%         | Semana 3     |
| 13   | Marcos Maçaneiro     | Líder (Sammy)        | 61%         | Semana 2     |
| 14   | Marielza Santos      | Retirada             | Retirada    | Semana 2     |
| 15   | Juliana Brandão      | Líder (Natália)      | 50,49%      | Semana 1     |

## Visitas
Nesta temporada, os participantes contaram com as visitas de diversos artistas, entre eles, Neguinho da Beija-Flor, em 4 de fevereiro, que, junto de parte da bateria da Beija-Flor de Nilópolis, foi apresentar aos participantes o samba enredo da escola e convidou Jean e Grazi para assistir o desfile de camarote. Ainda em fevereiro, Daniela Mercury e o bloco Crocodilo visitaram a casa e fizeram uma apresentação no dia 16 junto de uma típica baiana que serviu aperitivos do estado, como acarajé, aos participantes.
Em 2 de março foi a vez de Nando Reis dar as caras junto de um grupo de Hare Krishnas. Ele cantou a música "Mantra". Após a apresentação, foi servido um jantar indiano com legumes e frutas no cardápio. No dia 7 do mesmo mês os participantes receberam a visita de duas duplas musicais que haviam participado do reality show musical Fama: Hugo e Tiago e Cídia e Dan. Dois dias depois, no dia 9, quem esteve presente foi Flávia Quaresma, chef de cozinha e apresentadora do canal pago GNT. Os participantes se vestiram com trajes de gala e Flávia preparou para eles um jantar de degustação e tirou dúvidas sobre etiqueta à mesa.
O intérprete da música tema do programa, Paulo Ricardo, e sua nova banda formada por ex-integrantes do RPM, a PR.5, visitaram a casa em 16 de março. As músicas tocadas foram sucessos de outrora do RPM além de um novo arranjo para "Vida Real". Também formada da década de 1980, como o RPM, quem também visitou o programa foi a banda Barão Vermelho, em 21 de março. Eles tocaram diversas músicas, entre atuais e antigas, do tempo em que Cazuza ainda integrava a banda e beberam com os participantes.
Nas últimas semanas de confinamento, os brothers receberam a visita do apresentador Serginho Groisman, que apresentou o Programa 'Altas Horas' diretamente de dentro da casa, recebendo convidados como Margareth Menezes e Alceu Valença. A atriz e humorista Cláudia Rodrigues também fez uma visita, brincando no confessionário, satirizando os participantes no momento da realização do Paredão.
Outra que visitou a casa do BBB, na última semana (sábado), foi a atriz Deborah Secco, na época, ela protagonizava a novela América. Ela se demonstrou uma grande fã do programa e os BBB's grandes fãs dela.
O cantor Marcelo D2 fez uma apresentação no último dia do programa.